# Bataille de Jalula (638)
Conquête musulmane de la Perse
Batailles
Bataille du pont - Bataille d'al-Qadisiyya - Bataille de Jalula - Bataille de Nahavand
La bataille de Jalula marque la fin de la première période des conquêtes arabo-musulmane en Irak et en Perse pendant le règne du calife `Omar. Les années suivantes sont consacrées à la conquête du nord de l'Irak.
En 637, les Arabes envahissent l'Irak. Après la bataille de Qâdisiya où ils franchissent l'Euphrate, ils arrivent devant Ctésiphon la capitale des empereurs Sassanides. Ils prennent facilement la partie de la ville située sur la rive droite du Tigre. La partie située sur l'autre rive, Ctésiphon, est inaccessible faute de moyen pour traverser le fleuve. L'empereur Yazdgard s'enfuit vers Hulwân avec sa cour. Les Arabes parviennent à franchir le fleuve et prennent Ctésiphon qui sera alors appelée Madâ'in.
En mai/juin 637, les Arabes remontent le cours de la Diyâlâ. Les armées arabes se heurtent  à Jalûlâ aux Perses commandés par Mihrân-i Bahram-i Razi de la famille des Mihranides et Farrukhzad le fils de Farrukh Hormizd  et le frère de Rostam Farrokhzad, le dynaste arménien Varaz-Tiroç II Bagratouni et le général Firuzan.  Les Perses résistent six mois aux attaques des Arabes. Yazdgard III s'enfuit d'Hulwân pour se réfugier à Ray. Il laisse une garnison avec la mission de retenir les Arabes le plus longtemps possible. Le général arabe Qa'Qâ' quitte Jalûlâ et se rend à Khanaqin et de là à Qasr-e Chirin. 
Après un combat les Perses sont vaincus et leur général Mihrân-i Bahram-i Razi est tué. Qa'Qâ' entre dans Hulwân et demande l'autorisation de poursuivre les Perses. Le calife `Omar interdit à ses généraux de pousser plus loin leurs conquêtes. Hulwân devient pour un temps, le poste le plus au nord des armées arabes.